# Donant (semiconductors)

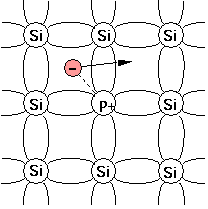
Àtom de fòsfor que actua com a donant a la xarxa de silici 2D simplificada.

En física de semiconductors, un donant és un àtom dopant que, quan s'afegeix a un semiconductor, pot formar una regió de tipus n.
Per exemple, quan el silici (Si), que té quatre electrons de valència, s'ha de dopar com a semiconductor de tipus n, es poden utilitzar elements del grup V com el fòsfor (P) o l'arsènic (As) perquè tenen cinc electrons de valència. Un dopant amb cinc electrons de valència també s'anomena impuresa pentavalent. Altres dopants pentavalents són l'antimoni (Sb) i el bismut (Bi).
Quan es substitueix un àtom de Si a la xarxa cristal·lina, quatre dels electrons de valència del fòsfor formen enllaços covalents amb els àtoms de Si veïns però el cinquè roman feblement enllaçat. Si aquest electró s'allibera, el donant inicialment electroneutre es carrega positivament (ionitza). A temperatura ambient, l'electró alliberat pot moure's al voltant del cristall de Si i transportar un corrent, actuant així com a portador de càrrega.